# Lucius Caesennius Antoninus
Lucius Caesennius Antoninus war ein im 1. und 2. Jahrhundert n. Chr. lebender römischer Politiker.
Durch die Fasti Ostienses ist belegt, dass Antoninus im Februar und März 128 zusammen mit Marcus Annius Libo Suffektkonsul war; er trat das Amt nach dem Rücktritt des ordentlichen Konsuls Lucius Nonius Asprenas Torquatus an.